# Rieulay
Rieulay település Franciaországban, Nord megyében. Lakosainak száma 1226 fő (2022. január 1.). Rieulay Marchiennes, Pecquencourt, Somain, Bruille-lez-Marchiennes, Fenain, Wandignies-Hamage és Vred községekkel határos.

## Népesség
A település népessége az elmúlt években az alábbi módon változott:
| Lakosok száma | 1369 | 1364 | 1384 | 1327 | 1294 | 1261 | 1258 | 1243 | 1226 |
|               | 2013 | 2015 | 2016 | 2017 | 2018 | 2019 | 2020 | 2021 | 2022 |